# NGC 112
NGC 112 è una galassia a spirale situata nella costellazione di Andromeda. Seligman, astronomo statunitense, la indica come galassia a spirale barrata, ma non s'intravede nessuna barra nelle immagini SDSS.
La galassia è stata scoperta il 17 settembre 1885 dall'astronomo americano Lewis Swift.
La sua distanza dal nostro sistema solare è stimata in circa 295 milioni di anni luce. NGC 112 presenta una larga riga a 21 cm dell'idrogeno neutro.
NGC 112 e UGC 238 formano una coppia di galassie.